# 호아킨 피닉스
호아킨 피닉스(영어: Joaquin Phoenix, 원래 성은 보텀(Bottom), 1974년 10월 28일~)는 미국의 배우, 프로듀서이다. 그는 네 번의 미국 아카데미상, 네번의 영국 아카데미 영화상(BAFTA), 한 번의 그래미상 및 네 번의 골든 글로브상을 포함한 다양한 시상식에 후보 지명되었다. 피닉스는 그의 형제들과 함께 텔레비전에서 연기를 시작했다. 그의 첫 번째 영화 역할은 《스페이스 캠프》(1986)이다. 이 기간 동안 그는 리프 피닉스(Leaf Phoenix)라는 이름으로 활동했었다. 피닉스는 나중에 그의 원래 이름으로 돌아가 코미디 드라마 《투 다이 포》(1995)와 영화 《퀼스》(2000)에서 조연 역할을 맡아 그의 연기에 대해 긍정적인 평가를 받았다. 그는 영화 《글래디에이터》(2000)에서 콤모두스 역할의 연기에 대해 더 많은 스포트라이트를 받으며, 그는 미국 아카데미상 최우수 남우조연상에 후보 지명되었으며, 이후 그는 뮤지션 조니 캐쉬 역할을 연기한 《앙코르》 (2005), 세계 2차대전에 참전한 사진사를 연기한 《마스터》(2012), 희대의 악당 조커가 탄생하게 된 배경을 다룬 《조커》로 미국 아카데미상 최우수 남우주연상에 후보 지명되었다. 또한 그는 두 편의 영화 《마스터》로 베니스 국제 영화제 볼피컵 남우주연상과 《너는 여기에 없었다》(2017)로 남우주연상을 수상했다.
피닉스의 다른 영화로는 공포 영화 《싸인》(2002), 《빌리지》(2004), 역사극 《호텔 르완다》(2004), 《투 러버스》(2008), 로맨스 드라마 《그녀》(2013), 범죄 풍자극 《인히어런트 바이스》(2014), 《너는 여기에 없었다》(2017) 등이 있다.
피닉스는 뮤직 비디오를 감독하고 영화와 TV 쇼 프로그램을 제작하는 데에도 참여하고 있다. 《앙코르》의 사운드 트랙을 녹음한 그는 비주얼 미디어에 대한 최고의 편집 사운드 트랙으로 그래미상을 수상했다. 피닉스는 사회 운동가로 여러 자선 단체 및 인도주의 단체를 지원하고 있다. 그는 남아프리카의 소웨토에 있는 지역 학생들에게 매일 식사를 제공하는 비영리 단체인 '런치 박스 펀드'의 이사회 이사로 활동한다. 피닉스는 또한 그의 동물 권리 옹호자이다. 그는 3세 때부터 채식주의 자였으며 "PETA"와 "동물 방어" 캠페인을 시작했다.

## 젊은 시절
피닉스는 호아킨 라파엘 보텀이라는 이름으로 1974년 10월 28일, 산후안의 한 지역인 리오피에드라스에서 태어났다. 그의 형제로는 리버 피닉스(1970-1993년 사망)와 레인 피닉스(1972년 출생), 리버티 피닉스(1976년 출생)과 서머 피닉스(1978년 출생)가 있으며 그들의 부모 사이에서 태어난 다섯 명의 자녀 중 세 번째 자녀이다. 또한 그의 아버지는 이전 관계에서 조딘(1964년 출생)이라는 이복 누나가 한 명 있다. 왼쪽 입술에 미세구순열(구순열의 가장 가벼운 한 형태)을 가지고 있으며, 수술을 받지 않은 상태이다.
피닉스의 아버지 존 리 바텀은 캘리포니아주 출신이며, 잉글랜드인, 독일인과 프랑스인 혈통이다. 그의 어머니 알린 (결혼 전 성씨는 듀네츠)은 러시아와 헝가리 출신인 아슈케나지 유태인 부모 사이에서 뉴욕시에서 태어났다. 알린은 히치 하이킹을 하면서 피닉스의 아버지를 만나 캘리포니아로 이사했다. 그들은 1969년에 결혼했고, 몇 년 후 '하나님의 자녀들'이라는 사이비 종교 단체에 합류하여 선교의 일환으로 남미 전역을 여행하기 시작했다. 그들은 종교 단체의 비리와 폐단에 염증을 느껴 그룹을 떠나기로 결심했고, 피닉스가 3살 때인 1977년 미국으로 돌아왔다. 그들은 새롭게 시작한다는 의미로 성 씨를 피닉스로 변경하였고, 영원 불멸의 상징인 불사조(Phoenix)에서 따왔다.
이 시기에 호아킨은 자신을 "리프"라고 부르기 시작했으며, 형제와 같은 자연과 관련 된 이름을 가지기를 원했다. "리프"라는 이름은 15세 때 호아킨으로 다시 바꿀 때까지 아역 배우로서 사용된 이름이 되었다.

## 그 외 활동
그는 링사이드, 쉬 원츠 리벤지, 피플 인 플레인스, Arckid, 알버트 해몬드 주니어와 실버선 픽업스의 뮤직 비디오의 감독으로 작업했다.
피닉스는 4Real이라는 TV 쇼 프로그램의 총괄 프로듀서 중 한 명으로 30분 동안 전 세계 유명 인사들에게 "사회적, 경제적 변화를 일으키는 젊은 지도자들과 연결하기 위한" 전세계 모험을 보여준다. 그는 영화 《위 오운 더 나잇》의 프로듀서로 참여했다. 음악에서 그는 푸샤 T의 My Name Is My Name 앨범에서 칸예 웨스트가 프로듀싱한 오프닝 트랙에 참여했다. 그는 여름 캠프에서 LGBT 청소년에 관한 다큐멘터리를 제작할 예정이다.

## 사생활
2005년 4월 초, 피닉스는 알코올 중독 치료에 대한 재활 치료를 받았다. 피닉스는 자신의 종교적 배경에 대해 이렇게 말했다. "부모님은 하나님을 믿었다. 나는 유태인이고 저의 어머니는 유태인이지만 예수를 믿었다. 그녀는 그와 관련이 있다고 생각했지만 결코 종교적이지 않았다. 나는 교회에가는 것을 기억하지 못한다.

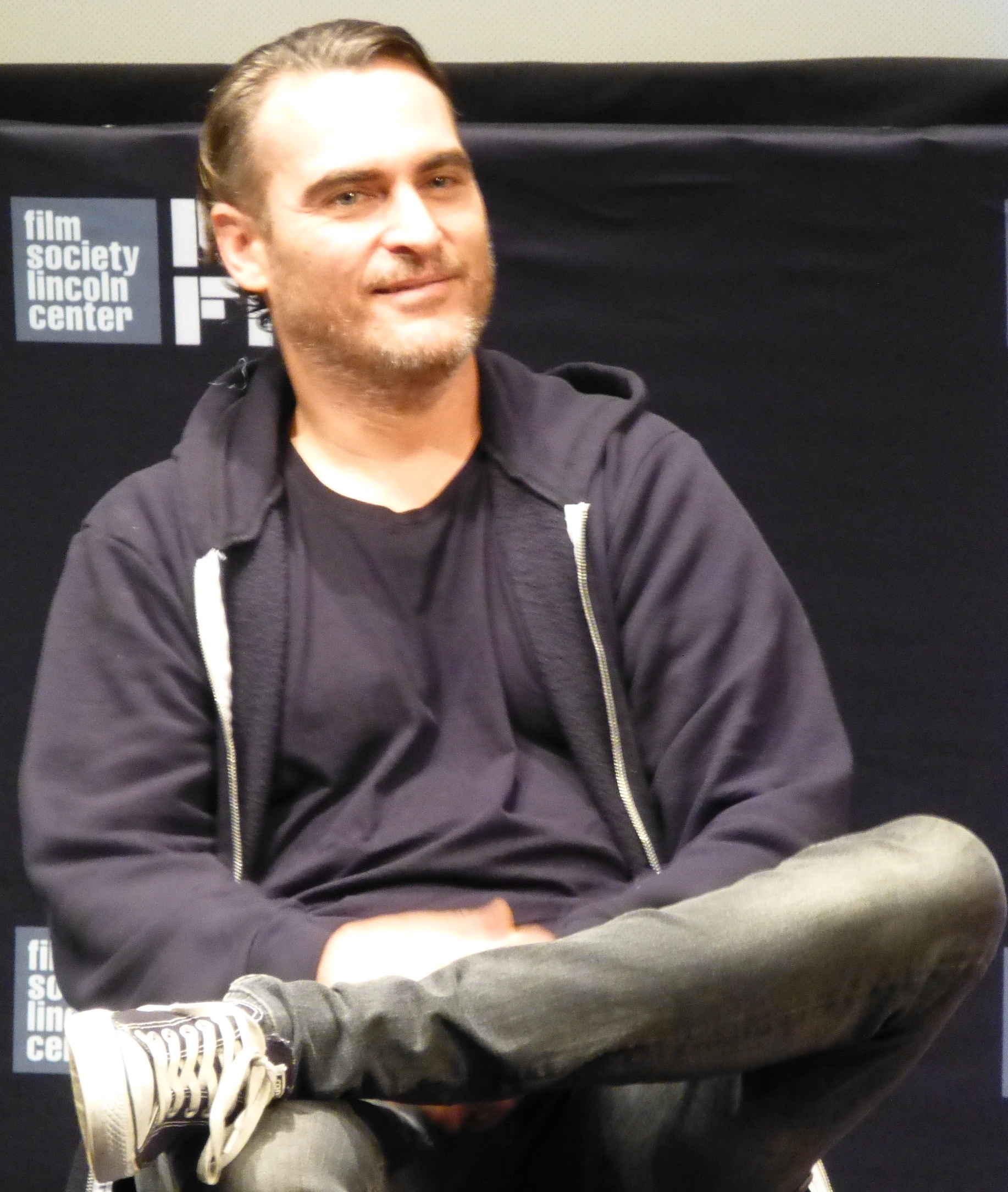
2014년 뉴욕 영화제에서 피닉스.

2006년부터 그는 할리우드 힐스에서 살았다.
피닉스는 1995년부터 1998년까지 영화 《악의 꽃》에서 공연한 배우 리브 타일러와 데이트하였다. 이후 2001년부터 2005년까지 남아프리카공화국 출신의 모델 토파즈 페이지-그린과 데이트를 했다. 2016년 말부터 그는 배우 루니 마라와 데이트를 시작했다. 2019년 7월에 두 사람은 약혼했다.